# Breda Royal Beer
La Breda Royal Beer è una marca di birra inizialmente prodotta nei Paesi Bassi dal birrificio Oranjeboom nella città di Breda (Paesi Bassi). Con la chiusura nel 2004 del gruppo proprietario del marchio, la produzione venne spostata a Brema e a Lovanio sotto la supervisione della United Dutch Breweries. Nel 2008 la compagnia olandese decise di chiudere il marchio, questo venne acquisito dal piccolo birrificio di Guernsey Randalls Brewery.  L'isola di Guernsey, dove la birra Breda godeva di vasta popolarità sin dalla seconda guerra mondiale, è tuttora l'unico posto al mondo dove la birra viene prodotta.